# Надежда IV
„Надежда IV“ е квартал на град София, България, разположен в район „Надежда“, на 4,5 километра северозападно от центъра на града. До разрушаването на повечето нискоетажни къщи и замяната им с многоетажни блокове през 80-те години на XX век кварталът носи името „Момкова махала“.
Квартал „Надежда IV“ е ограден от булевард „Ломско шосе“ и улиците „Христо Силянов“, „Генерал Никола Жеков“ и „Бели Дунав“. На североизток граничи със Северния парк и квартал „Свобода“, на юг с „Надежда II“, на югозапад с „Надежда III“ и на северозапад с „Връбница-2“.

## Обществена инфраструктура
На територията на квартала се намира 102-ро ОУ „Панайот Волов“.

## Улици и произход на имената им
| Път                                 | Наречен на                                                                   | Местоположение |
| ----------------------------------- | ---------------------------------------------------------------------------- | -------------- |
| „236“                               | –                                                                            | Карта          |
| „458“                               | –                                                                            | Карта          |
| „Бели Дунав“                        | Дунав, река в Европа                                                         | Карта          |
| „Братя Шкорпил“                     | Херман Шкорпил (1858 – 1923), археолог Карел Шкорпил (1859 – 1944), археолог | Карта          |
| „Бял люляк“                         | Люляк (Syringa), род растения                                                | Карта          |
| „Ген. Никола Жеков“                 | Никола Жеков (1865 – 1949), генерал                                          | Карта          |
| „Днепър“                            | Днепър, река в Източна Европа                                                | Карта          |
| „Еделвайс“                          | Еделвайс (Leontopodium), род растения                                        | Карта          |
| „Екзарх Стефан“                     | Стефан I Български (1878 – 1957), духовник                                   | Карта          |
| „Звезда“                            | Звезда, астрономически обект                                                 | Карта          |
| „Иван Момчилов“                     | Иван Момчилов (1819 – 1869), просветен деец                                  | Карта          |
| „Йордан Хаджиконстантинов – Джинот“ | Йордан Хаджиконстантинов – Джинот (1818 – 1882), просветен деец              | Карта          |
| „Калия“                             | Калия (Zantedeschia aethiopica), вид растения                                | Карта          |
| „Котис“                             | Котис I (IV век пр. Хр.), цар на одрисите                                    | Карта          |
| „Леда“                              | Леда, древногръцки митологичен персонаж                                      | Карта          |
| „Ломско шосе“                       | Лом, град в Северозападна България                                           | Карта          |
| „Люлин“                             | Люлин, планина в Западна България                                            | Карта          |
| „Марко Лерински“                    | Марко Лерински (1862 – 1902), революционер                                   | Карта          |
| „Патриарх Дамян“                    | Дамян Български (X век), духовник                                            | Карта          |
| „Търговска“                         | Търговия, стопанска дейност                                                  | Карта          |
| „Търновска конституция“             | Търновска конституция, основен закон на България                             | Карта          |
| „Христо Силянов“                    | Христо Силянов (1880 – 1939), революционер                                   | Карта          |